# グアダラハラ鉄道事故
グアダラハラ鉄道事故（グアダラハラてつどうじこ）とは、1915年1月22日ごろにメキシコで発生した鉄道事故である。この事故で600人以上が死亡した。

## 背景
メキシコ革命は1915年までに最盛期を迎えていた。フランシスコ・マデロ暗殺の2年前から国の大統領はビクトリアーノ・ウエルタとされたが、ベヌスティアーノ・カランサとパンチョ・ビリャが率いる革命軍は彼を打倒し1914年にカランサが大統領となった。しかしビリャは革命の継続を望み武力抗争が発生した。1915年1月18日カランサの軍隊はメキシコ南西部のグアダラハラを占領した。彼は早速列車で軍隊の家族を太平洋沿岸のコリマから新しく手に入れた本拠地へ輸送するように命じた。

## 事故の経過
1915年1月22日ごろ20両編成の特別列車がコリマを出発した。列車は満員であり人々が窓や台車をしっかりとつかむほどであった。コリマ - グアダラハラ間のどこかにある長い下り坂で運転士は列車を制御できなくなった。列車は速度を増しながらカーブを走り抜け多くの人々が振り落とされた。最終的にすべての車両が脱線し深い峡谷に転落した。900人の乗客のうち300人以下が生存した。カランサの軍隊のうち数人のヤキ・インディアンは家族の死を聞いて自殺した。その他の隊員は列車の乗組員に対して復讐を誓ったが、列車の乗組員も事故で死亡していた。